# Festival Amazonas de Ópera

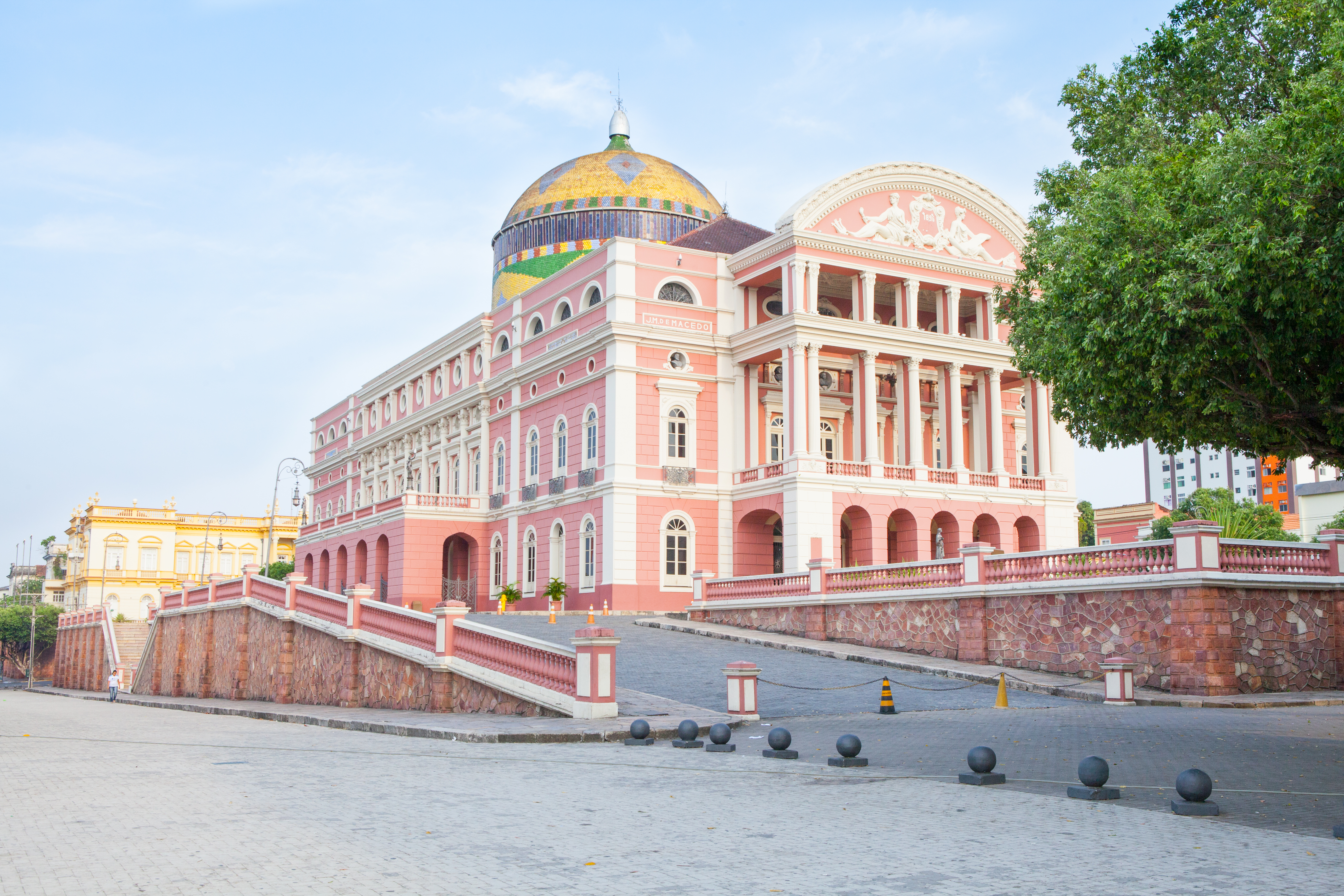
O Teatro Amazonas em Manaus.

O Festival Amazonas de Ópera (FAO) é um festival de ópera brasileiro realizado no Teatro Amazonas, na cidade de Manaus. Criado em 1997, até 2001 mantinha-se como o único do gênero na América Latina.
Atualmente está sob direção artística do renomado regente brasileiro Luiz Fernando Malheiro, que é também regente titular da Amazonas Filarmônica, o festival realiza-se anualmente entre abril e maio, desde 1997, com realização da Secretaria de Cultura do Estado do Amazonas.
O festival merece destaque por ter apresentado óperas inéditas no Brasil como Lulu, de Alban Berg; Magdalena, de Heitor Villa-Lobos; além de títulos tradicionais como Madame Butterfly, de Giacomo Puccini e mais recentemente, Diálogos das Carmelitas, de Francis Poulenc; Médée, de Luigi Cherubini; e Tannhäuser, de Richard Wagner; além de Parsifal, também de Wagner, e de Carmen, de Georges Bizet, e de La Traviata, de Giuseppe Verdi. No Festival, também foi apresentado o ciclo completo do Anel do Nibelungo, de Wagner, que era até então inédito no Brasil.
Em 2024, a Secretaria Estadual de Cultura e Economia do Amazonas informou que o festival foi cancelado por falta de recursos.